# Le ragazze di piazza di Spagna (serie televisiva)
Le ragazze di piazza di Spagna è una serie televisiva italiana trasmessa in tre stagioni da Rai Due nel 1998.
La fiction è un remake del film Le ragazze di piazza di Spagna del 1952 e reinterpreta in chiave moderna la storia di un sogno - quello di fare la modella - e di un dramma, la crudeltà che sottende il mondo della moda.
La serie è stata trasmessa anche in Spagna con il titolo Pasos a la fama.

## Trama
La serie racconta le vicissitudini di Fiamma, Nathalie e Bianca, tre ragazze molto diverse tra loro, ognuna con un proprio fascino particolare, accomunate dal sogno di diventare top model. Sarà proprio questo sogno a farle incontrare presso l'agenzia Metropolis e a far nascere tra loro una profonda e sincera amicizia. Le ragazze grazie alla loro bellezza e dopo aver affinato il loro talento ed esser sopravvissute a non poche meschinità, si ritrovano così nel mondo della moda, potendone conoscere le emozioni, il lusso e l'esclusività, ma anche la crudeltà. La loro professione di modelle tuttavia non le esula dai travagli della vita quotidiana, con cui devono malgrado cimentarsi. A fare sfondo alla vicenda Roma, suggestiva e caotica allo stesso tempo,  e in particolare la famosa scalinata di piazza di Spagna, la nota passerella a gradoni che ciascuna delle ragazze sogna di calcare.

## Personaggi
Fiammadi Prati, bionda, occhi verdi. Nasconde le sue incertezze dietro una corazza di estroversione. È in realtà sua madre parrucchiera a procurarle, tramite alcune conoscenze, un provino all'agenzia Metropolis.
Nathalieha 20 anni. Viene dal sud della Francia e possiede un fascino nord-europeo. Anche lei legge l'annuncio, ma lo considera come una baggianata. Abita nella casa di un pittore greco e per pagarsi gli studi fa da baby-sitter a due gemelli. Studia Storia dell'Arte, ma destino vuole che partecipi anche lei al casting dell'agenzia Metropolis.
Biancaha 19 anni, tipica bellezza mediterranea, è originaria di Pompei, dove vive con la famiglia. Per aiutare la famiglia, lavora inizialmente in una camiceria clandestina e poi come collaboratrice domestica. Stanca delle fatiche e dei soprusi, dopo aver letto l'annuncio di un concorso di modelle, decide di partecipare al casting a Roma.